# Éclairs sur l’Au-delà …
Éclairs sur l’Au-Delà … (deutsch Streiflichter über das Jenseits …) ist ein 11-sätziges Musikstück für großes Orchester des französischen Komponisten Olivier Messiaen.

## Entstehung
Messiaen komponierte das Werk in den Jahren 1987–1991 als Auftragsarbeit für das New York Philharmonic Orchestra anlässlich des 150-jährigen Jubiläums des Orchesters.

## Aufführungsgeschichte
Die Uraufführung fand im 5. November 1992 im New Yorker Lincoln Center unter der musikalischen Leitung von Zubin Mehta statt, der Komponist war zu diesem Zeitpunkt bereits verstorben.

## Sätze und Aufführungsdauer
Die Sätze und ihre Titel:

|      | Französischer Originaltitel                  | Deutsche Übersetzung                                  |
| ---- | -------------------------------------------- | ----------------------------------------------------- |
| I    | Apparition du Christ glorieux                | Erscheinung des verklärten Christus                   |
| II   | La Constellation du Sagittaire               | Das Sternbild des Schützen                            |
| III  | L’Oiseau-lyre et la Ville-fiancée            | Der Prachtleierschwanz und die bräutliche Stadt       |
| IV   | Les Élus marqués du sceau                    | Die gezeichneten Auserwählten                         |
| V    | Demeurer dans l’Amour …                      | In der Liebe bleiben …                                |
| VI   | Les Sept Anges aux sept trompettes           | Die sieben Engel mit den sieben Posaunen              |
| VII  | Et Dieu essuiera toute larme de leurs yeux … | Und Gott wird abwischen alle Tränen von ihren Augen … |
| VIII | Les Étoiles el la Gloire                     | Die Sterne und die Herrlichkeit                       |
| IX   | Plusieurs Oiseaux des arbres de Vie          | Einige Vögel der Lebensbäume                          |
| X    | Les Chemin de l’Invisible                    | Der Weg des Unsichtbaren                              |
| XI   | Le Christ, lumière du Paradis                | Christus, Licht des Paradieses                        |

Die Aufführungsdauer beträgt etwa 60 Minuten.